# Snedker
En snedker er en håndværker, der arbejder med træ. Med et måske lidt gammeldags ord, kan snedkeren komme ind under begrebet træsmed, der dækker alle faggrupper, der arbejder med og i træ.
Egentlig skelner man mellem tømrer og snedker, og snedkere kan beskæftige sig med enten møbler, og kaldes her møbelsnedker eller med fx inventar i bygninger, herunder vinduer, døre, køkkener osv. som bygningssnedker.
En snedker kan ligeledes have specialiseret sig og fremstiller stole, en stolemager, skibsinventar som skibssnedker eller som pianobygger, pianosnedker. Endvidere udfører fx orgelbyggere eller bådebyggere arbejde, der kunne betegnes som snedkerarbejde.
Arbejdet kan enten blive udført ude hos en kunde eller hjemme på et værksted.

## Ekstern henvisning
- Wikimedia Commons har flere filer relateret til Snedker

- Wikimedia Commons har flere filer relateret til Snedkeri
- Håndbog, træsmedens håndværktøj Arkiveret 16. september 2008 hos  Wayback Machine

| Job | Spire Denne artikel om et job eller en stillingsbetegnelse er en spire som bør udbygges. Du er velkommen til at hjælpe Wikipedia ved at udvide den. |